# Pseudotrichia
Pseudotrichia — рід грибів родини Melanommataceae. Назва вперше опублікована 1939 року.